# 豊受神社 (浦安市)
豊受神社（とようけじんじゃ）は、千葉県浦安市猫実にある神社。

## 歴史
1157年（保元2年）に創建された。浦安市では最古の神社である。明治以前は「神明宮社」と称していた。
1298年（永仁元年）の津波と1850年（嘉永3年）の水害で破壊され、その都度再建されている。現在の社殿は1974年（昭和49年）に建てられたものである。

## 文化財
- 豊受神社の大銀杏（浦安市指定天然記念物 昭和54年12月27日指定）[3]

## 交通アクセス
- 浦安駅より徒歩12分。